# William Huggins
Sir William Huggins, PRS, angleški učenjak in ljubiteljski astronom, * 7. februar 1824, London, Anglija, † 12. maj 1910, London.
Huggins je najbolj znan po svojem pionirskem delu s področja astronomske spektroskopije.

## Življenje in delo
Huggins je bil edini sin londonskega trgovca s svilo in lanom Williama Thomasa Hugginsa ter njegove žene Lucy. Končal je Šolo mesta London (City of London School).
Pri osemnajstih si je za 15 £ kupil svoj prvi daljnogled. Namenil se je študirati na Univerzi v Cambridgeu, vendar se je posvetil družinskemu poslu z blagom. V 90 Upper Tulse Hill, 5 milj južno od Londona, je leta 1854 zgradil zasebni observatorij. Leta 1860 je namestil 8 palčni (203 mm) refraktor z lečami, ki jih je izdelal Alvan Clark. Kmalu po svojem tridesetem rojstnem dnevu so ga izbrali za člana Kraljeve astronomske družbe, ki ji je tedaj predsedoval angleški kraljevi astronom Airy.
Ko sta leta 1859 Kirchhoff in Bunsen odkrila, da absorpcijske črte lahko pokažejo sestavo izvora, je Huggins v observatoriju začel primerjati laboratorijske spektre svetil s spektri zvezd. Leta 1862 je uporabljal 200 mm refraktor s spektroskopom in raziskal spektre približno 40. zvezd in v njih našel znane spektralne vzorce mnogih znanih kemičnih snovi.
Leta 1864 je ugotovil sevanje meglic. Raziskal je spekter planetarne meglice »Mačje oko« (NGC 6543) v Zmaju in našel dve zeleni emisijski črti, ki ju ni mogel enačiti s sevanjem nobenega do tedaj znanega kemijskega elementa. Pokazal je naprej, da imajo nekatere meglice, kot tudi M42, znana Orionova meglica, emisijski spekter in morajo zaradi tega biti plinaste. Meglica M31 v Andromedi pa kaže absorpcijski spekter, ki je značilen za zvezde. Tako je med prvimi razlikoval meglice od galaksij.
Leta 1866 je spektroskopsko opazoval novo T Severne krone, ki je tedaj prvič izbruhnila, in našel emisijske črte vodika. Leta 1868 je v spektru kometa odkril spektralne črte etilena in emisijske črte ogljika. Med prvimi je poskusil meriti radialne hitrosti zvezd. V spektralnih črtah Sirija je zapazil Dopplerjev premik in precej točno določil njegovo radialno hitrost. Pri spektroskopskem delu mu je pomagal kemik Miller.
V letu 1875 se je poročil z Margaret Lindsay, prav tako dobro astronomko, in skupaj sta začela objavljati znanstvene članke. Margareta ga je vzpodbujala pri fotografskem delu in pomagala sistematizirati njune raziskave.
Leta 1897 je bil povzdignjen v viteški red. V letih 1900 do 1906 je bil predsednik Kraljeve družbe iz Londona.
Pokopan je na pokopališču Golders Green v Londonu.

## Priznanja

### Nagrade
Kraljeva družba mu je leta 1866 za njegove raziskave spektrov nekaterih kemičnih elementov in nebesnih teles, ter še posebej za njegove raziskave spektrov meglic, objavljene v Philosophical Transactions, podelila svojo kraljevo medaljo.
Kraljeva astronomska družba (RAS) je leta 1867 Hugginsu in Millerju podelila zlato medaljo. Leta 1885 je Hugginsu še drugič podelila zlato medaljo.
Kraljeva družba mu je leta 1880 podelila Rumfordovo medaljo za njegove pomembne raziskave na področju astronomske spektroskopije in še posebej za njegovo določitev radialne komponente lastnih gibanj zvezd.
Za svoje znanstvene dosežke je Huggins leta 1898 prejel Copleyjevo medaljo Kraljeve družbe, leta 1901 medaljo Henryja Draperja, leta 1904 pa medaljo Bruceove.

### Poimenovanja
Po njem se imenuje asteroid 2635 Huggins ter kraterja na Luni (Huggins) in na Marsu (Huggins).